# People Like You Records
People Like You Records (també conegut com I Used To Fuck People Like You In Prison Records) és un segell discogràfic de música rock fundat per Andre Bahr el 1999. El segell pertany a Century Media Records. La seu central de People Like You Records es troba a Dortmund.